# IRE

Изображение композитного видеосигнала с IRE измерениями.

IRE — единица, используемая при измерении полных видеосигналов композитного видео. Его название происходит от инициалов Institute of Radio Engineers.
Значение 100 IRE в видеосигнале, первоначально определено, как диапазон активного видеосигнала (от черного до белого). Значение 0 IRE соответствует значению напряжения сигнала в течение периода обратного хода луча. Импульс синхронизации в PAL/SECAM - 43 IRE ниже этого значения 0 IRE, поэтому общий диапазон покрытия всего белого сигнала будет 143 IRE.
Значения IRE представляют собой относительное измерение (в процентах), так как видеосигнал может быть любой амплитудой. Это определение используется в рекомендациях ITU-R BT.470, по применению стандартов PAL, NTSC и SECAM.
В таблице приведены различные уровни IRE композитного видеосигнала, в зависимости от формата ТВ системы.
| Формат Video | Уровень синхронизации | Уровень цветовой синхронизации | Уровень чёрного "sub-black" | Уровень белого "full-white" | Пиковый уровень белого | Амплитуда цветовой синхронизации |
| ------------ | --------------------- | ------------------------------ | --------------------------- | --------------------------- | ---------------------- | -------------------------------- |
| NTSC         | -40 IRE               | 0 IRE                          | +7.5 IRE                    | +100 IRE                    | +120 IRE               | 20.0 IRE                         |
| PAL          | -43 IRE               | 0 IRE                          | 0 IRE                       | +100 IRE                    | +133 IRE               | 21.5 IRE                         |
| SECAM        | -43 IRE               | 0 IRE                          | 0 IRE                       | +100 IRE                    | +130 IRE               | N/A                              |

IRE так же используется в системах видеонаблюдения для оценки качества телевизионного сигнала от камер к текущим условиям освещения, или (чаще), как уровень сигнала, который достигается при определенном свете. Один IRE равен 7 мВ. 100 IRE соответствует 700mVpp (0,7 В от пика до пика) видеосигнала. 143 IRE - (1 Vpp) композитного видеосигнала. Например, мера чувствительности камеры, - минимальная освещенность в люксах, достигается при выходном сигнале в 50 IRE и соответствует (0,35 Vpp).
В спецификациях к видеокамерам IRE отображается обычно в следующем виде: 

| Чувствительность | *                    | *                    | *       |
| ---------------- | -------------------- | -------------------- | ------- |
|                  | Полноформатное видео | Full video           | 100 IRE |
|                  | Полезное видео       | Usable picture       | 50 IRE  |
|                  | Мин. освещённость    | Minimum Illumination | 30 IRE  |